# Българска лична карта
Личната карта за български граждани е документ за самоличност, който се издава от Министерството на вътрешните работи.

## История
Първите български лични карти са въведени през 1999 година. Те следват общия модел в ЕС и са с цел да заменят стария, съветски стил „вътрешни паспорти“, известни още като „зелен паспорт“. От 1 януари 2007 г. българската лична карта може да се използва за пътуване в рамките на Европейския съюз. През 2010 година са въведени нови български лични карти. От 17 юни 2024 г. се въвеждат биометрични лични карти, като издадените до 16 юни 2024 г. остават валидни до 2 август 2031 г.

## Външен вид
Българската лична карта има размери близки до тези на кредитна карта и е пластмасова с правоъгълна форма. За лица от 14- до 18-годишна възраст валидността е 4 години; за лица от 18- до 70-годишна възраст – 10 години. Лица, навършили 70 години, могат да изберат срок на валидност 10 или 30 години.
На българската лична карта са изписани:
- имената на притежателя на картата,
- датата на раждане на притежателя на картата,
- датата на издаване на картата,
- датата на изтичането на валидността на картата,
- единен граждански номер на притежателя на картата.
- номер на документа (личната карта) образуван от AA1234567 /две букви и седем цифри/
- номер за достъп 123456 /шест цифри/
- идентификационен номер на картата.

## Фалшиви български лични карти
Според технологичния блог Questona в тъмната мрежа се предлагат фалшиви български лични карти на цени от около 130 евро. Автентичността на публикуваните там обяви е трудно да се установи.